# Stanley Kalu
Stanley Kalu (* um 1997) ist ein nigerianischer Drehbuchautor, der seit seinem Abschluss an der University of Southern California in den USA lebt und arbeitet.

## Leben
Der in Nigeria geborene Stanley Kalu wuchs in verschiedenen afrikanischen Staaten auf und studierte nach seinem Umzug in die USA Film mit Schwerpunkt Drehbuch an der University of Southern California und schloss sein Studium 2019 mit einem Bachelor of Fine Arts ab.
Das erste Drehbuch das Kalu im Alter von 19 Jahren schrieb, war The Obituary of Tunde Johnson, bei dem Ali LeRoi später Regie führte. Für seine Arbeit ging Kalu im Jahr 2018 aus dem Drehbuchwettbewerb The Launch als Erstplatzierter hervor. In Afrika sei Kalu nach eigenen Aussagen als Schwarzer immer ein Teil der Mehrheit gewesen. Hierdurch war die Geschichte von Tunde Johnson inspiriert, da er nach seinem Wechsel an die USC plötzlich zu einer Minderheit gehörte. Dies sei deprimierend gewesen, und es habe ihn Mühe gekostet, seinen Wert in diesem System zu beweisen. In den Nachrichtensendungen habe er immer wieder Menschen gesehen, die so aussahen wie er, die als Opfer systematischer Gewalt starben, was einem schnell das Gefühl gebe, man könne der Nächste sein. Dieses Merkmal der Identität, das man nicht beeinflussen kann, habe ihn die Parallelen von Gewalt gegenüber queeren Menschen in Afrika erkennen lassen, gegenüber denen man sehr gewalttätig vorgeht und die systematisch eingesperrt oder auf der Straße gesteinigt werden. Im Film spielt Steven Silver in der Titelrolle Tunde Johnson, eine Figur mit einem ähnlichen biografischen Hintergrund wie Kalu. Eine erste Vorstellung des Films erfolgte am 8. September 2019 im Rahmen des Toronto International Film Festivals.